# Andreas Geipl
Andreas Geipl (Garmisch-Partenkirchen, 21 aprile 1992) è un calciatore tedesco, centrocampista del Jahn Ratisbona.

## Carriera
Ha giocato nella seconda divisione tedesca.

## Palmarès

### Club

#### Competizioni nazionali
- Campionato tedesco di seconda divisione: 1

Heidenheim: 2022-2023